# Guillaume Coeckelberg
Guillaume Coeckelberg Patou (Bruxelles, 26 ottobre 1885 – Bruxelles, 18 luglio 1953) è stato un ciclista su strada e pistard belga Professionista su strada dal 1906 al 1914, fu  terzo in una Parigi-Bruxelles; per quanto riguarda la pista, partecipò alle olimpiadi del 1908.

## Carriera
Tra i dilettanti fu due volte campione belga nel tandem e rappresentò il Belgio in due gare di ciclismo su pista alle Olimpiadi estive del 1908. Tra i suoi risultati di maggiore prestigio c'è il terzo posto alla Parigi-Bruxelles del 1908. 
Era il fratello di Léon Coeckelberg (1882 – 1950), anch'egli ciclista.

## Palmarès
- 1910
- Circuito di Spa

## Piazzamenti

### Grandi Giri
- Tour de France

1909: ritirato

### Classiche monumento
- Parigi-Roubaix

1908: ritirato